# Hell in a Cell 2012
Hell in the Cell 2012 è stata la quarta edizione dell'omonimo evento in pay-per-view prodotto annualmente dalla WWE. L'evento si è svolto il 28 ottobre 2012 alla Philips Arena di Atlanta (Georgia).

## Storyline
In seguito al pareggio tra CM Punk e John Cena a Night of Champions, la sera successiva a Raw viene sancito un Tag Team Match tra Punk e Alberto Del Rio contro Sheamus e Cena, e l'atleta tra Del Rio e Cena che risulta vincitore avrà un rematch contro il campione che li ha sconfitti. Cena e Sheamus vincono, per cui il rematch si terrà al pay-per-view. Tuttavia, Cena risulta essere infortunato, e, dopo aver subito un'operazione al gomito, non era scontata la sua partecipazione. Il 24 settembre a Raw, lo stesso Cena dichiara che le sei settimane di riposo saranno sufficienti affinché possa partecipare al pay-per-view. Nonostante CM Punk affermi nelle puntate successive che non affronterà Cena a Hell in the Cell - questo perché egli ha già avuto la sua title shot - nella puntata dell'8 ottobre Vince McMahon gli ha offerto una scelta: può decidere chi affrontare all'evento, tra John Cena e Ryback, e gli dà sette giorni di tempo, o lui prenderà la decisione per Punk. La settimana successiva, lo Straight Edge non ha ancora preso una decisione, per cui McMahon la prenderà per lui, scegliendo Ryback, (su suggerimento di Cena), come suo avversario.
Nella puntata di SmackDown del 28 settembre, Big Show sconfigge Randy Orton nel main event, venendo nominato #1 Contender al World Heavyweight Championship. Poco prima di tale match, Alberto Del Rio attacca alle spalle Randy Orton prima del suo match, avendogli rubato il posto per riguadagnarsi il titolo di #1 Contender. Dopo diversi alterchi tra i due, WWE.com ufficializza un match tra i due.
Sempre nella stessa serata, viene indetto un torneo ad eliminazione per determinare i contendenti n°1 al WWE Tag Team Championship: otto team si affrontano, e questi sono il Team Rhodes Scholars (Cody Rhodes Damien Sandow), Santino Marella e Zack Ryder, i The Prime Time Players (Darren Young e Titus O'Neil), Rey Mysterio e Sin Cara, gli Usos (Jey Uso e Jimmy Uso), Justin Gabriel e Tyson Kidd, Primo e Epico, e Kofi Kingston e R-Truth. Il 22 ottobre a Raw il Team Rhodes Scholars si aggiudica la finale sconfiggendo Rey Mysterio e Sin Cara

### Torneo per determinare gli sfidanti al WWE Tag Team Championship
|  | Quarti di finale 28 settembre 2012 – 5 ottobre 2012 | Quarti di finale 28 settembre 2012 – 5 ottobre 2012  | Quarti di finale 28 settembre 2012 – 5 ottobre 2012 |                         |                        | Semifinali 8 ottobre 2012 | Semifinali 8 ottobre 2012 | Semifinali 8 ottobre 2012 |  |  | Finale 22 ottobre 2012 | Finale 22 ottobre 2012 | Finale 22 ottobre 2012 |
|  |                                                     |                                                      |                                                     |                         |                        |                           |                           |                           |  |  |                        |                        |                        |
|  |                                                     | Team Rhodes Scholars (Cody Rhodes e Damien Sandow)   | Schienamento                                        |                         |                        |                           |                           |                           |  |  |                        |                        |                        |
|  |                                                     | The Usos (Jey Uso e Jimmy Uso)                       | 02:54                                               |                         |                        |                           |                           |                           |  |  |                        |                        |                        |
|  |                                                     | The Usos (Jey Uso e Jimmy Uso)                       | 02:54                                               |                         | Team Rhodes Scholars   | Schienamento              |                           |                           |  |  |                        |                        |                        |
|  |                                                     |                                                      |                                                     |                         | Team Rhodes Scholars   | Schienamento              |                           |                           |  |  |                        |                        |                        |
|  |                                                     |                                                      | Santino Marella e Zack Ryder                        | 03:07                   |                        |                           |                           |                           |  |  |                        |                        |                        |
|  |                                                     | Justin Gabriel e Tyson Kidd                          | Santino Marella e Zack Ryder                        | 03:07                   | 05:59                  |                           |                           |                           |  |  |                        |                        |                        |
|  |                                                     | Justin Gabriel e Tyson Kidd                          |                                                     |                         | 05:59                  |                           |                           |                           |  |  |                        |                        |                        |
|  |                                                     | Santino Marella e Zack Ryder                         | Schienamento                                        |                         |                        |                           |                           |                           |  |  |                        |                        |                        |
|  |                                                     |                                                      |                                                     |                         |                        |                           |                           |                           |  |  |                        | Team Rhodes Scholars   | Schienamento           |
|  |                                                     |                                                      |                                                     | Rey Mysterio e Sin Cara | 13:02                  |                           |                           |                           |  |  |                        |                        |                        |
|  |                                                     | The Prime Time Players (Darren Young e Titus O'Neil) | Schienamento                                        |                         |                        |                           |                           |                           |  |  |                        |                        |                        |
|  |                                                     | Kofi Kingston e R-Truth                              | 04:29                                               |                         |                        |                           |                           |                           |  |  |                        |                        |                        |
|  |                                                     | Kofi Kingston e R-Truth                              | 04:29                                               |                         | The Prime Time Players | 03:32                     |                           |                           |  |  |                        |                        |                        |
|  |                                                     |                                                      |                                                     |                         | The Prime Time Players | 03:32                     |                           |                           |  |  |                        |                        |                        |
|  |                                                     |                                                      | Rey Mysterio e Sin Cara                             | Schienamento            |                        |                           |                           |                           |  |  |                        |                        |                        |
|  |                                                     | Primo e Epico                                        | Rey Mysterio e Sin Cara                             | Schienamento            | 09:38                  |                           |                           |                           |  |  |                        |                        |                        |
|  |                                                     | Primo e Epico                                        |                                                     |                         | 09:38                  |                           |                           |                           |  |  |                        |                        |                        |
|  |                                                     | Rey Mysterio e Sin Cara                              | Schienamento                                        |                         |                        |                           |                           |                           |  |  |                        |                        |                        |

## Risultati
| # | Incontri                                                                           | Stipulazioni                                                              | Durata |
| - | ---------------------------------------------------------------------------------- | ------------------------------------------------------------------------- | ------ |
| 1 | Randy Orton ha sconfitto Alberto Del Rio (con Ricardo Rodríguez)                   | Single match                                                              | 13:40  |
| 2 | Cody Rhodes e Damien Sandow hanno sconfitto Daniel Bryan e Kane (c) per squalifica | Tag team match per il WWE Tag Team Championship                           | 11:11  |
| 3 | Kofi Kingston (c) ha sconfitto The Miz                                             | Single match per il WWE Intercontinental Championship                     | 10:21  |
| 4 | Cesaro (c) ha sconfitto Justin Gabriel                                             | Single match per il WWE United States Championship                        | 07:22  |
| 5 | Rey Mysterio e Sin Cara hanno sconfitto The Prime Time Players                     | Tag team match                                                            | 12:27  |
| 6 | Big Show ha sconfitto Sheamus (c)                                                  | Single match per il World Heavyweight Championship                        | 20:26  |
| 7 | Eve Torres (c) ha sconfitto Kaitlyn e Layla                                        | Triple threat match per il WWE Divas Championship                         | 07:33  |
| 8 | CM Punk (c) (con Paul Heyman) ha sconfitto Ryback                                  | Hell in a cell match per il WWE Championship con Brad Maddox come arbitro | 11:21  |